# La Grand-Combe
La Grand-Combe es una población y comuna francesa, en la región de Languedoc-Rosellón, departamento de Gard, en el distrito de Alès y cantón de La Grand-Combe.

## Demografía
| 14 440 | 13 240 | 10 452 | 8329 | 7107 | 5800 |
| Para los censos de 1962 a 1999 la población legal corresponde a la población sin duplicidades (Fuente: INSEE [Consultar]) |        |        |      |      |      |